# جي أيدل
جي أيدل أو (بالإنجليزية: (G)I-DLE)‏ ((هانغل: (여자)아이들; ر.ر: Yeoja Aideul); اختصار ل Girl-Idle) والتي تعني الفتيات الصغيرات، فرقة كورية ترسمت بتاريخ 2 مايو 2018 تتكون من العضوات: سويون، مييون، اوقي، ميني، سوجين، شوهوا، ولكن سوجين تركت الفرقة في 2021.

## الأعضاء
- Miyeon (미연) مييون (العضوة الأكبر، الصوت الرئيسي)
- Minnie (민니) ميني (الصوت الرئيسي)
- Soojin (수진) سوجين (قائدة الرقص، رابر، مغنية)
- Soyeon (소연) سويون (القائدة، الرابر الرئيسة)
- Yuqi (우기) يوقي (الصوت الداعم، راقصة المساعدة)
- Shuhua (슈화)  شوهوا (وجه الفرقة، مغنية).

## الأعمال الموسيقية

### الألبومات المصغرة
| العنوان | تفاصيل                                                                                          | Peak chart positions | Peak chart positions | Peak chart positions | المبيعات         |
| العنوان | تفاصيل                                                                                          | KOR                  | TW                   | US World             | المبيعات         |
| ------- | ----------------------------------------------------------------------------------------------- | -------------------- | -------------------- | -------------------- | ---------------- |
| I Am    | - تاريخ الإصدار: 2 مايو, 2018 الشركة: Cube Entertainment, kakao M - الشكل: CD، digital download | 6                    | 6                    | 5                    | - كوريا: 21,916+ |

## الفيديوهات الموسيقية
| العنوان  | السنة | إخراج                  |
| -------- | ----- | ---------------------- |
| "Latata" | 2018  | Hong Won-ki (Zanybros) |
| "Hann"   | 2018  | Hong Won-ki (Zanybros) |

## الجوائز والترشيحات

### البرامج الموسيقية

#### ذا شوو
| السنة | التاريخ | الأغنية  |
| ----- | ------- | -------- |
| 2018  | 22 مايو | "Latata" |
| 2018  | 29 مايو | "Latata" |

#### إم كاونت داون
| السنة | التاريخ | الأغنية  |
| ----- | ------- | -------- |
| 2018  | 24 مايو | "Latata" |

## وصلات خارجية
- (جي)أيدل على موقع ميوزك برينز (الإنجليزية)
- (جي)أيدل على موقع أول ميوزيك (الإنجليزية)
- (جي)أيدل على موقع ديسكوغز (الإنجليزية)
- Official Cafe (بالكورية)